# IntelliMirror
Az IntelliMirror a felhasználói támogatás költségeinek csökkentését célzó Microsoft-technológiák egy csoportjának összefoglaló neve. Ide tartozik a csoportházirend, a vándorló profil, a távoli szoftvertelepítés, a hálózatról lecsatlakoztatott számítógépek kezelése, a mappaátirányítás és a kapcsolat nélküli mappák. A Windows 2000 és újabb operációs rendszerek alkalmazzák.
A három fő terület, amit megcéloz:
- felhasználói adatok: a felhasználó által mentett dokumentumok, számolótáblák, képek stb.;
- szoftvertelepítés és -karbantartás: alkalmazások, szervizcsomag és frissítések telepítése, konfigurálása, javítása és eltávolítása;
- felhasználói beállítások: az operációs rendszerben és az alkalmazásokban végzett beállítások, amik egy felhasználó számítógépes munkakörnyezetét határozzák meg. Ilyenek lehetnek a nyelvi beállítások, egyedi szótárak, színsémák, az asztali ikonok elrendezése stb.